# Multi SIM

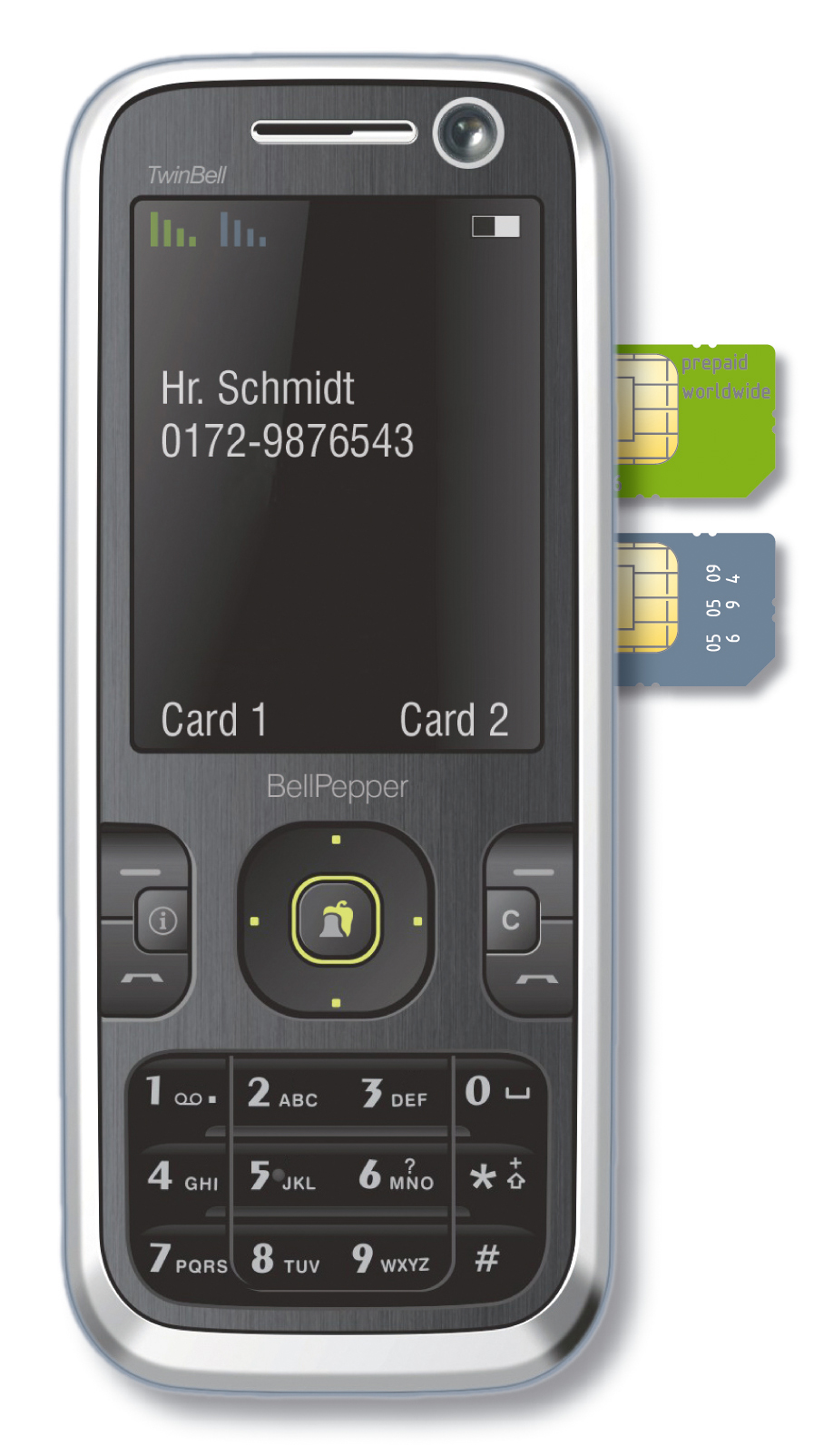
Un móvil DualSIM, vista frontal.

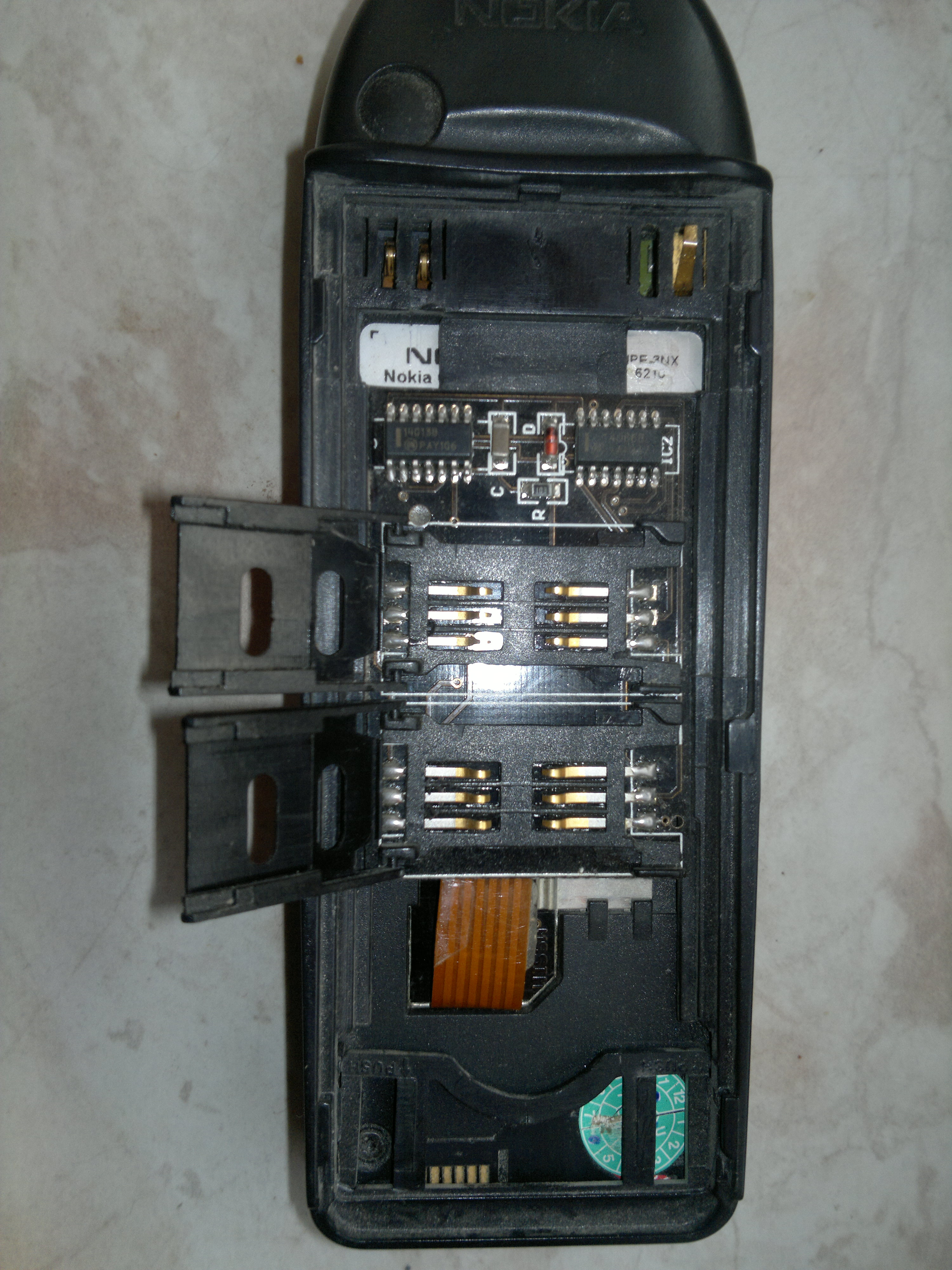
Un móvil DualSIM, vista trasera.

Un dispositivo Multi SIM o como se les llama ya popularmente "Dual SIM" es un teléfono móvil o un módem USB que posee dos o más ranuras para introducir dos o más tarjetas SIM.  Los fabricantes de primera línea incluyen estos terminales con dicha característica en sus catálogos.
Existen tres tipos de móviles Multi SIM, dependiendo de su simultaneidad:
- Standby, en espera, no simultáneo o sucesivo, lo que significa que sólo una de las tarjetas permanece activa. Para poder utilizar cualquiera de las otras tarjetas, primero se tiene que desactivar la que se está utilizando.
- Active, activo o simultáneo, permiten tener dos o más líneas de teléfono funcionando simultáneamente, con distintas señales de cobertura y pudiendo recibir llamadas a ambos números.
- Standby Talk igual que la anterior, pero además permite recibir llamadas en una SIM mientras se habla por una de las otras, pudiéndose poner en espera la actual para contestar a la nueva.

Al tratarse de líneas independientes, puede funcionar con dos, tres o más tarjetas de operadoras de telefonía móvil diferentes (incluidos los Operadores Móviles Virtuales).
El resto de características y las dimensiones son similares a las de los móviles normales.

## Historia
El primer móvil Dual SIM que se conoce es el modelo 728 creado por la compañía Dubao, a principios del 2007.

## Adaptador Multi SIM
Existen adaptadores Multi SIM, pequeños dispositivos con los que se pueden conectar dos, tres o más tarjetas en una misma ranura SIM.  La diferencia entre estos dispositivos y los móviles Dual SIM, es que no es posible que los adaptadores tengan las dos tarjetas activas de forma simultánea.

## Fabricantes
La mayoría de los móviles Multi SIM procedían de fabricantes chinos poco conocidos en Europa (Anycool, CECT...). En el otoño de 2007, Philips creó los modelos Xenium 9@9w y 699. Samsung lanzó a la venta el D880 DuoS en noviembre de 2007, un móvil con tapa 'slider' en el que se podían utilizar dos tarjetas SIM de forma simultánea. E-Ten anunció el Glofiish DX900, un móvil Dual SIM 3G, en octubre del 2008.
Es habitual que los móviles Multi SIM de fabricantes chinos sean réplicas de móviles famosos en occidente. Un ejemplo de esto es la gran cantidad de clones del iPhone que se han creado, algunos de ellos Dual SIM.
A lo largo de 2008 y 2009 Motorola también presentó dos modelos de móviles Dual SIM, de venta sólo en China. Motorola MotoKey 3-CHIP EX117 es un móvil TripleSIM.
A partir de febrero de 2009 se presentaron los primeros móviles DualSIM con el sistema operativo Android. El uso del sistema operativo de Google en los móviles DualSIM ha provocado que sus características y funcionalidades mejoren notablemente. En la actualidad la gran mayoría de móviles DualSIM, tanto chinos como de grandes fabricantes, utilizan el sistema operativo Android.
En junio de 2010 Nokia reveló sus primeros móviles con la funcionalidad DualSIM, como el Nokia X2-02.
Otros fabricantes DualSIM son:
| Airis               | Alcatel One Touch         | Apple     |
| Archos              | Asus                      | Blackview |
| Bluboo              | BQ                        | Coolpad   |
| Cubot               | Doogee                    | Elephone  |
| GooPhone            | Honor                     | Huawei    |
| Jiayu               | Leagoo                    | Lenovo    |
| LeEco               | Leotec(World Driver S.A.) | Meizu     |
| Mlais               | Nomu                      | Nubia     |
| OnePlus             | Oukitel                   | Samsung   |
| Star                | THL                       | Ulefone   |
| UMI - UMIDIGI       | Vernee                    | Xiaomi    |
| Zopo Mobile         | ZTE                       | ZUK       |
| Microsoft Lumia 535 | LG                        | Polaroid  |

La mayoría de los teléfonos DualSIM son Android. Algunos ejemplos de teléfonos inteligentes:
- Xiaomi Redmi Note 3 Pro - Dual SIM (Micro-SIM/Nano-SIM, dual stand-by)[12]
- Xiaomi Redmi Note 4 - Dual SIM (Micro-SIM/Nano-SIM, dual stand-by)[13]
- Zuk Z2 - Dual SIM (Nano-SIM, dual stand-by)[14]
- ZTE Axon 7 - Dual SIM (Nano-SIM, dual stand-by)[15]
- Vernee Apollo Lite - Dual SIM (Micro-SIM/Nano-SIM, dual stand-by)[16]

## Precio y garantías
Los móviles comprados en Europa deberían poseer una garantía de fábrica por un período de dos años. 
Por lo general, los comprados directamente en China por el usuario, poseen solamente un año de garantía, siendo habitual que sea el comprador el que se haga cargo del transporte del móvil a la fábrica en caso de rotura. No obstante, existen multitud de tiendas en línea que, aunque ofrecen un soporte más personalizado.
Se pueden encontrar móviles Dual SIM a partir de €50 en ebay y en distribuidoras chinas y hasta los casi €500 del OnePlus 3T o los €350 del Xiaomi Mi5s.